# فيروز خان
فيروز خان (फिरोज खान) ممثل هندي مشهور من مواليد بانغلور في 25 سبتمبر 1939 وهو أخ الممثل المشهور سنجاي خان و
سمير خان وأكبر خان ولديه اخت اسمها ديلشاد بيبي خان دخل بوليوود سنة 1960 وكان عمره 21 سنة وأول اجر تقاضاه كان 100 دولار أمريكي في فيلم ديدي ولكن شهرته الحقيقية بدات من فيلم سيهجان سنة 1964
وفي سنة 1974 انجب فاردين خان وانجب أيضا ابنته الرسامة ليلى سنة 1980 , وكان اخر افلامه فيلم سليم دوك ميليونير سنة 2008 توفي بسبب سرطان الرئة يوم الأحد 27 أبريل 2009 عن عمر 69 سنة في مدينة بانغلور.

## النشأة
ولد خان في 25 سبتمبر 1939 في بنغالور، الهند، من أب مهاجر أفغاني يدعى (صادق خان). كان والده ينتمي إلى قبيلة تانولي  إحدى قبائل البشتون  من مقاطعة غزنة في أفغانستان في حين كانت والدته (فاطمة إيراني) من خلفية فارسية.
تلقى فيروز تعليمه في أسقفية مدرسة القطن للبنين في بنغالور، ودرس المرحلة الثانوية في مدرسة سان جيرمان ببنغالور. إخوانه هم سانجاي خان (عباس خان)، شاهرخ شاه علي خان، سمير خان وأكبر خان. أخواته هما خورشيد شاهنافار روديلشاد بيجوم شيخ، المعروفة شعبيًا باسم ديلشاد بيبي. بعد دراسته في بنغالور، سافر إلى مومباي حيث مثل لأول مرة كقائد ثان في فيلم ديدي عام 1960.

## روابط خارجية
- فيروز خان على موقع IMDb (الإنجليزية)
- فيروز خان على موقع ألو سيني (الفرنسية)
- فيروز خان على موقع أول موفي (الإنجليزية)
- فيروز خان على موقع قاعدة بيانات الفيلم (الإنجليزية)
- فيروز خان على موقع كينوبويسك (الروسية)